# Свидівок
Свиді́вок — село в Україні, в Черкаському районі Черкаської області, підпорядковане Будищенській сільській громаді.
На честь села названа вулиця Свидівоцька у місті Черкаси.

## Історія

Поворот з вулиці Шевченка на район «Багатий Хутір»

За переказами, заселення території села розпочалося наприкінці 17-го століття рибалками.

Герб села Свидівок. Знак на в'їзді з боку Канівського шосе.

Перші поселення виникали на правому (підвищеному) березі Дніпра серед численних боліт, оточених непрохідними хащами. У лісах водилося багато хутряних звірів, на болотах — птиця. Перша церква була збудована 1672 р., зараз від неї не залишилося й сліду.
Перша писемна згадка про село Свидівок датується 1740 р. За легендою село у його сучасних межах засновано козаком, переяславським отаманом Свидом (Свідовим), у якого була дружина Ганка і 7 доньок, за що хутір називали поза очі «Світ дівок». Коли ж він видавав їх заміж, то всі зяті лишались разом з дівчатами та їхнім батьком-козаком. Це й були перші мешканці села.
У липні 1752 р. гайдамацький загін кількістю 11 чоловік під проводом отамана Кирила Уса здійснив напад на польську шляхту та орендарів.
Село вважалося державним, селяни не выдбували кріпаччини, тому населення поповнювалося за рахунок кріпаків-утікачів.
У 1873 р. у старій найманій хаті була відкрита перша церковно-приходська школа.
У 1917—1921 роках у селі кілька разів змінювалась влада. Остаточну владу отримали більшовики.
У 1925–1926 р.р. — створено артіль «Червоний бондар», члени якої займалися деревообробкою. Перший голова артілі — Жалдак Пилип Захарович. У 1931 р. артіль перейменовано на «Прогрес». Головою артілі було обрано Борисенка Петра Івановича. Зараз на території артілі міститься фабрика кухонних меблів «Прогрес».
У 1928 р. створення першої організації спільного обробітку землі (СОЗ). Перший СОЗ, очолюваний Горником Демидом Дмитровичем, було формально приєднано до Василицького СОЗу «Надія».
У 1929 р. у селі було збудовано нову школу. У 1931 р. — клуб, дитячі ясла, медпункт.
19 серпня 1941 р. — село захопили війська гітлерівської Німеччини. Були розстріляні голова сільради Жирний Семен Гнатович, активіст Давид Горник, 14-літня піонерка Соня Коваль, колгоспниці Терещенко Варка, Борисенко Марія Григорівна, Ганна Бабак. На рабську працю до Німеччини було депортовано 80 місцевих юнаків та дівчат.
У вересні 1943 під час Німецько-радянської війни у районі села проводилась висадка Дніпровського десанту, а пізніше поруч проходило форсування Дніпра радянськими військами.
Бої за село розгорнулися з початком Черкаської наступальної операції 52-ї армії 2-го Українського фронту, о 5:00 ранку 13 листопада 1943 року, силами до трьох батальйонів зі складу 254-ї стрілецької дивізії. Станом на 12:00 13 листопада 933-й стрілецький полк вів бій на північній та північно-східній околицях Свидівка (доповідь командира 5-ї гвардійської повітрянодесантної бригади П. Сидорчука про взяття села не підтвердилася). Активні бойові дії відновилися о 3-й годині ночі наступного дня. О 18:00 з боку с. Геронимівка на південно-західну околицю Свидівка увірвалося німецьких 13 танків, тривав вуличний бій. Станом на 20:00 15 листопада на північно-східну околицю села вийшов 861-й стрілецький полк 294-ї стрілецької дивізії. До 5-ї години ранку 16 листопада він змінив частини 254-ї дивізії і зайняв оборону на західній, східній і південній околицях Свидівка. У лісі в 1-2 км на захід від села вели бій десантники 5-ї бригади і підрозділи 859-го полку 294-ї стрілецької дивізії (станом на 6:00 17 листопада). Завдання очистити Свидівок від частин Червоної Армії мала 57-ма піхотна дивізія ( прибула під Мошни   17 листопада). Це засвідчив вояк 217-го полку цієї дивізії, який вранці 18 листопада потрапив у радянський полон. До 6-ї години ранку 19 листопада 861-й стрілецький полк залишив Свидівок і перейшов на північно-західну околицю с. Геронимівка.  
В боях за Свидівок Жавдат Сунагатуллін підбив німецький танк, автомашину з вантажем, знищив станковий кулемет з прислугою.  
У 1952 р. у село проведено електромережі та проводове радіомовлення.
У 1956 р. артіль «Прогрес» приєднали до Руськополянського лісозаводу, а потім до меблевого комбінату «Перше Травня».
У 1956 р. у селі було збудоване нове приміщення клубу з бібліотекою.
1992 р. — початок загальної газифікації села шляхом кооперування коштів громадян.
4 листопада 1995 р. — запалено символічний блакитний газовий факел, що знаменувало завершення першої черги газифікації.
У лютому 2014 року центральна вулиця Леніна була перейменована на вулицю Небесної сотні.

## Населення
За даними перепису 2001 року в селі мешкало 2220 осіб.

### Мовний склад
Рідна мова населення за даними перепису 2001 року:
| Мова       | Чисельність, осіб | Доля     |
| ---------- | ----------------- | -------- |
| Українська | 2 060             | 92,79 %  |
| Російська  | 156               | 7,03 %   |
| Інше       | 4                 | 0,18 %   |
| Разом      | 2 220             | 100,00 % |

## Адміністративний поділ
Райони села Свидівок: Дубина, Центр, Багатий Хутір, Прокопівщина, Стара ферма, Лисачка, «Прогрес», «Світанок», «Селена».

## Культура

Свидівок. Будинок культури (1956).

У селі успішно працює Будинок культури. У 1985 р.при ньому було створено самодіяльний вокально-танцювальний ансамбль «Обереги» (керівник — Гальченко Василь Миколайович). У 1987 р. колективу присвоєно звання «народний». Колектив гастролював районами Черкаської області, побував у Києві та багатьох обласних центрах України, а також і за кордоном — у Росії, Молдові, Угорщині, Румунії, Естонії, Польщі, Чехії та Словаччині.
У селі є дві церкви — православна (храм Покрови Богородиці УПЦ) та баптистська (церква християн-баптистів віри Євангельської).
У центрі розміщений пам'ятник мешканцям села, загиблим під час Великої вітчизняної війни.

## Промисловість та сільське господарство
Є покинутий шовковичний сад, меблева фабрика «Прогрес», була одна з перших страусиних ферм в Україні.
У 1998 р. приватний підприємець Олександр Борисович Дігтяр реконструював старе пустуюче приміщення і відкрив у ньому сільську пекарню «Колосок». Пекарня щодня випікала до 1 тонни хлібобулочних виробів. Пізніше пекарню закрили через нерентабельність.
У селі працюють комплексний приймальний пункт та пункт по заготівлі вторинної сировини.
На території села Свидівок розташований колишній санаторій «Світанок» (теперішній власник — депутат-бютівець Зубов) та спортивний готель «Селена» (колишній власник — депутат-бютівець Павло Костенко).
З 2005 року йде активне захоплення берегів Дніпра та їх забудова. Знищено природний заказник та рибні нерестилища. Село відгорожене від Дніпра 4-х метровим бетонним муром, за яким будують свої маєтки представники різних владних структур.

## Сільські Голови Свидівка
З 1945 р. територіальну громаду сіл Свидівок та Сокирно очолювали:
- Жирний Семен Гнатович
- Іващенко Йосип Олександрович
- Філіпенко Павло Степанович
- Сопілкова Ольга Офанівна
- Власова Поліна Олександрівна
- Жалдак Володимир Антонович
- Калюжна Джаннетта Пилипівна

## Постаті
- Ложешніков Володимир Іванович — похований солдат резерву, капітан міліції у відставці, загинув під Іловайськом.
- Ковтун Ілля Юрійович (нар.2003) — український гімнаст, срібний призер Олімпійських ігор 2024 року, навчався в загальноосвітній школі.

## Галерея

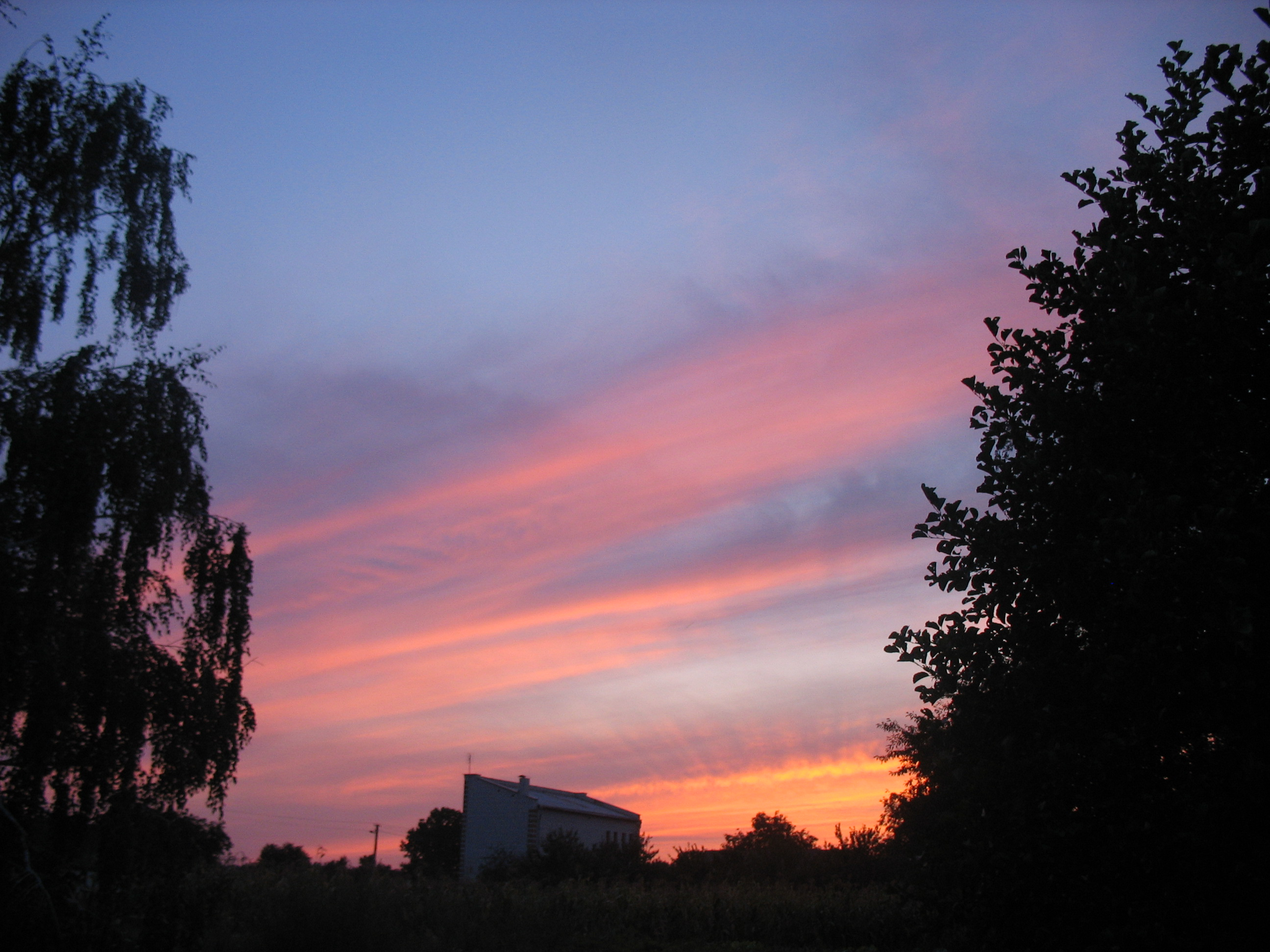
Захід сонця у серпні
Свидівське лісництво
Пам'ятний знак до 360-літнього ювілею національно-визвольної боротьби